# Michael Regener
Michael Regener (* 10. Mai 1965 in Ost-Berlin) ist der ehemalige Sänger der neonazistischen Musikgruppe Landser. Diese Band wurde vom Bundesgerichtshof aufgrund der Art des CD-Vertriebes in Kombination mit volksverhetzenden Inhalten als kriminelle Vereinigung eingestuft. Er ist unter dem Pseudonym Lunikoff (hergeleitet von einer DDR-Wodkamarke) bekannt. Er ist Gründungsmitglied der 1982 gegründeten Neonazigruppierung Vandalen – Ariogermanische Kampfgemeinschaft.
Seit 2003 ist Regener Sänger der Band Die Lunikoff Verschwörung. Mit dieser Band und solo tritt er regelmäßig bei Rechtsrockkonzerten und Veranstaltungen rechtsextremer/neonazistischer Parteien auf.

## Geschichte
2001 wurde Regener als Sänger und Liedtexter von Landser wegen der Bildung einer kriminellen Vereinigung verhaftet. Im anschließenden Prozess vor dem Berliner Kammergericht gehörte er neben dem Bassisten André M. und dem Schlagzeuger Christian W. zu den Hauptangeklagten. Am 22. Dezember 2003 wurde er zu drei Jahren und vier Monaten Freiheitsstrafe verurteilt, da die Band vom Kammergericht als kriminelle Vereinigung eingestuft wurde. Zusätzlich wurde er auch wegen Volksverhetzung in zwei Fällen, dem Verbreiten von Propagandamitteln verfassungswidriger Organisationen und „öffentlichem Auffordern zu Straftaten, Billigung von Straftaten, Verunglimpfung des Staates und seiner Symbole und Beschimpfung von Bekenntnissen in je einem Fall“ schuldig gesprochen. Die Verurteilung brachte ihm eine Art Märtyrerstatus in der Neonaziszene ein, wodurch die Schwarzmarktpreise für seine CDs rapide in die Höhe schossen.
Regener ging nach dem Urteil des Kammergerichts in Revision und blieb daher bis zum Abschluss des Revisionsverfahrens vor dem Bundesgerichtshof auf freiem Fuß. Am 10. März 2005 bestätigte der Bundesgerichtshof das Urteil gegen ihn jedoch im Wesentlichen. Er sprach Regener allerdings vom Vorwurf des öffentlichen Aufforderns zu Straftaten frei. An der Strafzumessung des Kammergerichts änderte dies jedoch nichts. Abzüglich der Untersuchungshaft von sechs Monaten, die er in der JVA Stuttgart-Stammheim abgesessen hatte, belief sich seine Reststrafe somit auf zwei Jahre und zehn Monate, die er ab dem 11. April 2005 in der Justizvollzugsanstalt Berlin-Tegel absaß.
Der Prozess vor dem Kammergericht Berlin bedeutete auch das endgültige Ende der Band Landser. André M. und Christian W. machten während ihrer Verhöre bei der Polizei umfangreiche Aussagen, um einer Freiheitsstrafe zu entgehen. Dies hatte den Bruch zwischen den Bandmitgliedern zur Folge.
Während des Prozesses gründete Regener eine neue Band namens Die Lunikoff Verschwörung. Die Texte des noch vor der Urteilsverkündung fertiggestellten Debütalbums Die Rückkehr des Unbegreiflichen wurden vor der Veröffentlichung von mehreren Anwälten auf strafrechtliche Relevanz hin überprüft. Die Bundesprüfstelle für jugendgefährdende Medien (BPjM) setzte die CD im November 2004 wegen jugendgefährdender Inhalte auf den Index, gab sie jedoch im Januar 2005 wegen eines Formfehlers wieder frei.
Konzerte der Lunikoff Verschwörung fanden oft im konspirativen Rahmen statt. Bei einem Konzert am 5. Juni 2004 zusammen mit der neonazistischen Musikgruppe Spreegeschwader schritt die Polizei mit einem Spezialeinsatzkommando (SEK) ein, konnte aber außer wenigen Anzeigen (zwei Anzeigen wegen Tragens verfassungsfeindlicher Symbole, eine wegen Beleidigung und eine weitere wegen eines Verstoßes gegen den Umweltschutz) nichts ausrichten. Das SEK schritt allerdings erst ein, als beide Bands ihre Auftritte bereits beendet hatten.
Bevor Regener am 11. April 2005 seine Reststrafe von 2 Jahren und 10 Monaten antreten musste, gab er im thüringischen Pößneck, bei einer Veranstaltung zum Landesparteitag der NPD, sein Abschiedskonzert.
Am 21. Oktober 2006 fand in Berlin unter dem Motto „Freiheit für Lunikoff – Lasst unsere Kameraden raus“ eine Demonstration unter Schirmherrschaft der NPD statt, um sich für die Haftentlassung Michael Regeners einzusetzen. Dabei legte der Demonstrationszug unter der Leitung des Parteivorsitzenden Udo Voigt auch einen Halt vor der JVA Tegel ein. Die Demonstration war gerichtlich genehmigt, und es fand eine Gegendemonstration der Antifa statt, die zu Störaktionen aufgerufen hatte. Es kam jedoch im Verlauf zu keinen nennenswerten Zwischenfällen.
Regener versuchte zu Beginn des Jahres 2007, seine Haftentlassung auf Bewährung zu erwirken, da er bereits zwei Drittel der Strafe abgesessen hatte. Die Strafvollstreckungskammer des Landgerichts Berlin stimmte am 4. Januar 2007 einer vorzeitigen Haftentlassung und dem Aussetzen der Reststrafe zur Bewährung zu. Daraufhin legte die Bundesanwaltschaft vor dem Kammergericht Berlin sofortige Beschwerde ein. Am 19. März 2007 hob das Kammergericht die Entscheidung des Landgerichts wieder auf. Seit dem 27. Februar 2008 befindet sich Michael Regener wieder auf freiem Fuß.
Am 17. Juni 2009 wurden seine Führungsauflagen verstärkt. Er muss jedes Konzert mit Datum und genauem Veranstaltungsort der Polizei bekanntgeben und Polizisten jederzeit den Zugang zur Veranstaltung gewähren. Dadurch wurden Konzerte seiner Gruppe Die Lunikoff Verschwörung zunehmend unattraktiver, da umfangreiche Personenkontrollen oder die Absage beziehungsweise Auflösung der Veranstaltung bereits im Vorfeld eingeleitet werden können.
Seit Regeners Haftentlassung tritt er solo oder mit seiner Band Die Lunikoff Verschwörung regelmäßig auf Rechtsrock- und NPD-Veranstaltungen mit zum Teil mehreren tausend Besuchern auf.

## Diskografie

### Soloalben
- 2012: Vermindert schuldfähig (Old Lu & das Höllenfahrtskommando)
- 2013: Teuts Söhne (Lunikoff & Der Baron)
- 2015: Luni live! Barhocker Tour 2014 (indiziert)[10]
- 2018: Luni live! 2 – Ostberlin-Hillbilly Tour 2017
- 2019: Weisser Outlaw (Old Lu & die Mississippi Lynchkapelle)

### Gastbeiträge
- 1998: Lübeck ’96 mit Stahlgewitter – unter dem Pseudonym Goldhagens willige Speichellecker – auf dem Sampler Die Deutschen kommen Vol.1
- 2004: Sänger in Ketten auf dem Album Gefangen im System von Spreegeschwader
- 2004: Nicht tolerant und Land der dunklen Wälder auf dem Album Götter des Krieges von Kraftschlag
- 2004: Loblied auf Professor Knape auf dem Sampler Hier tobt der Bär von Spreegeschwader, X.x.X., Die Lunikoff Verschwörung, Hals + Beinbruch und Legion of Thor
- 2009: Leckt uns (zusammen mit Daniel Giese, Alexander Gast und Andreas Koroschetz) und Ludwigshafen 08 (zusammen mit Daniel Giese) – jeweils unter dem Pseudonym GWS (Genau wieder solche) – auf dem Sampler Gefahr im Verzug von Various Artists
- 2014: Wir bau’n das Reich auf dem Album Die Preußen kommen von Quadriga
- 2018: Das Deutsche Reich auf dem Album Wir bleiben unbequem von Oidoxie
- 2018: Vereinte Kriminelligung und Das gibt es nur in Deutschland II auf dem Album Vereinte Kriminelligung von Gigi & Die Braunen Stadtmusikanten